# Ayoreo
Ayoreo (Ayoreode, Ayoréo, Ayoréode, Moro, Morotoco, Pyeta Yovai) – tubylcza grupa etniczna zamieszkująca położone w Paragwaju i Boliwii tereny Gran Chaco, leżące między rzekami Paraguay, Pilcomayo, Parapeti i Rio Grande.  
W 2007 roku populacja Ayoreo liczyła 3070 ludzi, posługujących się językiem ayoreo. Ayoreo są plemieniem myśliwsko-zbierackim, które zajmuje się również sezonową uprawą. Część grup plemiennych, jak np. Totobiegosode, żyje w izolacji od współczesnej cywilizacji. Grupa osadnicza składa się z 4–5 rodzin zamieszkujących we wspólnym domostwie. Indianie Ayoreo praktykują szamanizm.